# محمد وحيد الدين
الأمير محمد وحيد الدين شغل منصب نائب رئيس المالديف من أبريل 25، 2012 إلى 10 نوفمبر، 2013. تم تعيينه من قبل الرئيس محمد وحيد حسن في 15 فبراير، 2012 في أعقاب استقالة الرئيس السابق محمد نشيد. وهو أيضا رئيس منتجع جزيرة باندوس. وهو ابن الأمير عبد الله عماد الدين و(كولي دون ديدي). وهو أيضا عضو من الأسرة المالكة في المالديف حيث أن جده هو السلطان محمد عماد الدين الرابع. شغل منصب وزير التنمية ووزير الشباب والرياضة حتى أغسطس 2008 في فترة مأمون عبد القيوم. استقال من منصب نائب الرئيس بعد ساعة قبل نهاية الفترة الرئاسية، بعد آخر محاولة أخيرة لانتخاب رئيس جديد قبل المهلة الدستورية من 11 نوفمبر فشلت بعد أن علقت المحكمة العليا في جولة الإعادة التي كان من المقرر إجراؤها في 10 نوفمبر. ولم يذكر نائب الرئيس ولا الحكومة سبب الاستقالة.